# Peugeot Speedfight
Il Peugeot Speedfight è uno scooter monocilindrico prodotto in varie serie dalla casa motociclistica francese Peugeot dal 1997.

## Descrizione

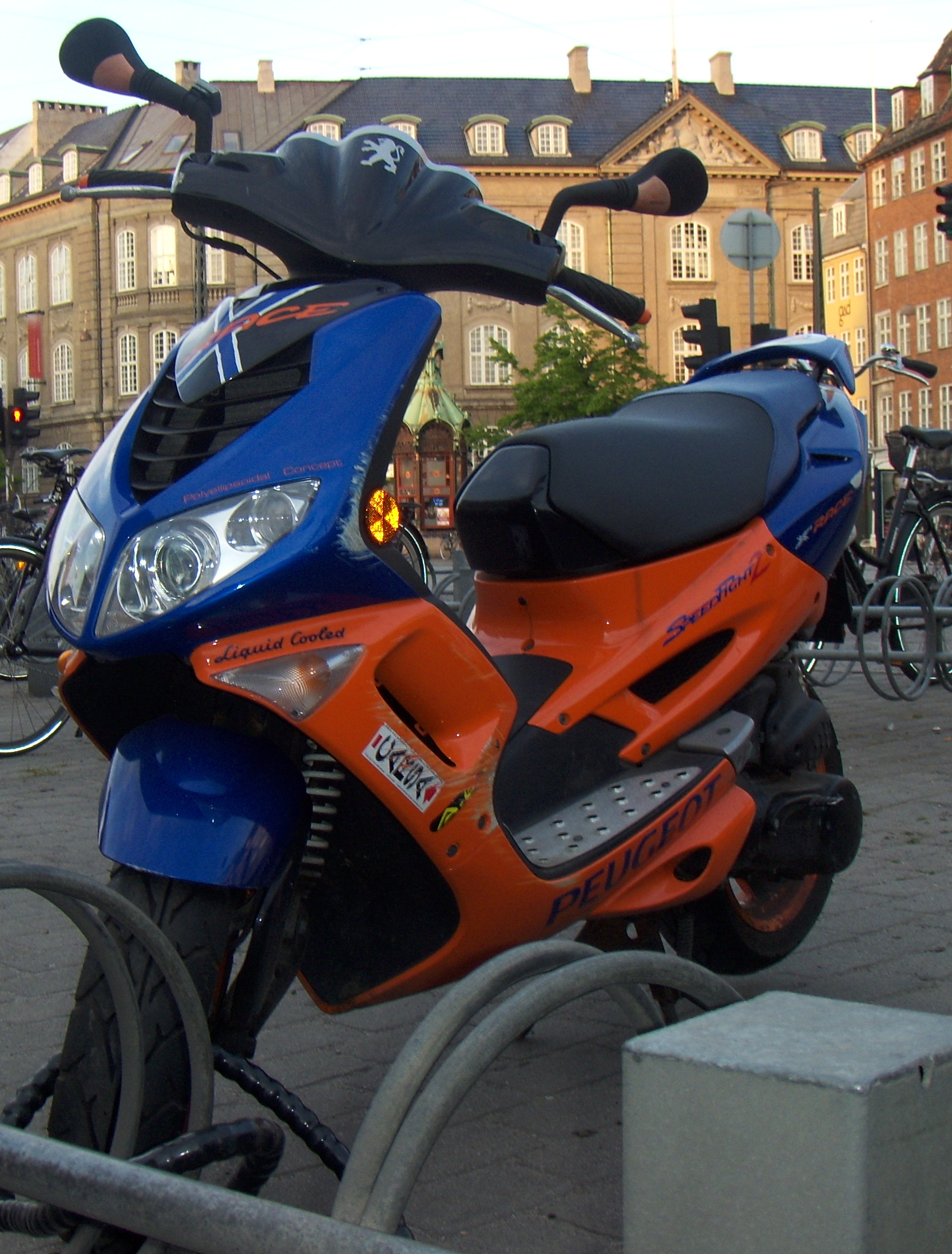
Speedfight2

Il ciclomotore è in vendita dal 1997, dal 2001 ne è in vendita una nuova versione chiamata Speedfight2. Nella versione speciale Iron X entrambi i freni sono a disco (di cui quello anteriore a margherita), vi è un alettone dietro la sella, gli specchietti sono in simil-carbonio, le pedane in alluminio e la marmitta è diventata più sportiva. Per quanto riguarda il motore, sempre in questa versione, il raffreddamento è a liquido, diversamente dagli antenati e dalla versione base che sono invece ad aria. Dispone inoltre di due fari uno lenticolare anabbagliante e uno a parabola abbagliante ambedue con lampadina alogena. Sul 100 sono disponibili anche le luci di posizione.

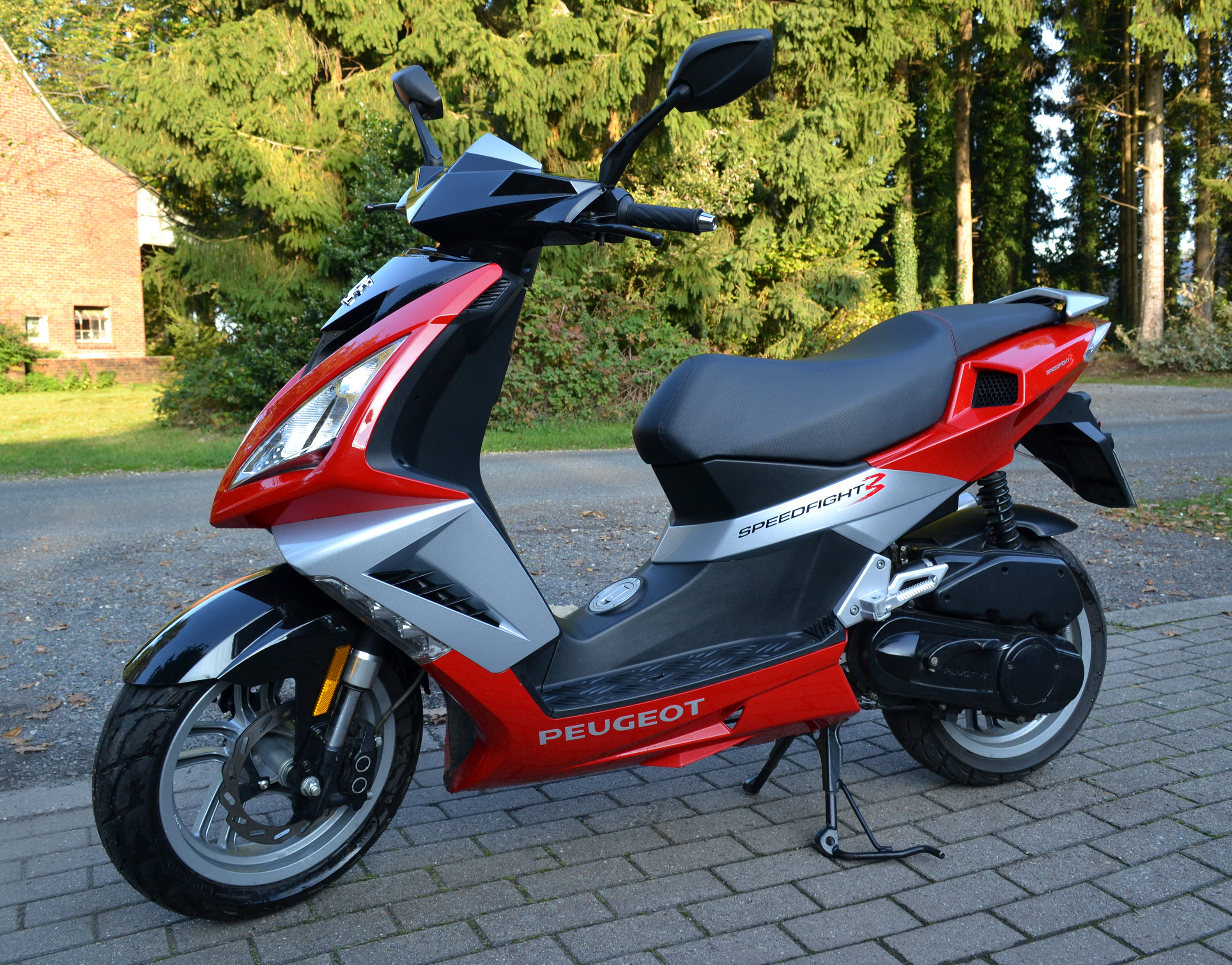
Speedfight 3

Le colorazioni dello Speedfight2 sono 12 e presentano soluzioni più sportive e colori più vivaci, adatti per lo più a un pubblico giovanile. Le prestazioni sono elevate: le curve e i pavé non sono un grande problema dato il diametro e la larghezza delle ruote; il motore a carburatore offre ottime prestazioni. Il serbatoio della benzina è di 7,2 litri. Tra i suoi principali concorrenti il Piaggio NRG e lo Yamaha Aerox.
Ad aprile 2009 è uscita la nuova versione di questo ciclomotore: lo Speedfight 3, seguito nel 2015 dallo Speedfight 4.